# Morbier (formaggio)
Il morbier è un formaggio francese originario dei dipartimenti di Doubs,Giura, Ain e Saona e Loira, nella Franca Contea. Prende il nome dall'omonimo villaggio.
Il morbier è un formaggio a pasta molle a base di latte vaccino e dal sapore ricco e cremoso. L'aspetto più caratteristico del latticino è la striscia di cenere che lo percorre al centro. Il periodo di stagionatura del morbier è compreso tra i quarantacinque giorni e i tre mesi. Viene consigliato il suo consumo con i vini rossi.
Il morbier è tutelato da un marchio di denominazione di origine protetta così come da un'Appellation d'origine contrôlée.